# Robert Prosky

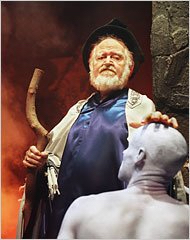
Robert Prosky, 2002

Robert Prosky (* 13. Dezember 1930 als Robert Porzuczek in Philadelphia, Pennsylvania; † 8. Dezember 2008 in Washington, D.C.) war ein US-amerikanischer Schauspieler mit polnischen Wurzeln.

## Leben
Prosky studierte an der Temple University in Philadelphia Wirtschaftswissenschaften, bevor er durch den Gewinn einer Talentshow ins künstlerische Fach wechselte und Schauspieler wurde. Mehr als 20 Jahre stand er als Charakterdarsteller in Washingtons Stage Arena auf der Bühne.
Für seine Darstellung des Shelly Levene in der Broadwayproduktion von Glengarry Glen Ross wurde er 1984 für einen Tony Award als Bester Darsteller nominiert.
Robert Proskys Filmkarriere begann 1981 mit der Rolle des Leo, Boss einer Gangsterbande, in Der Einzelgänger. Seither spielte Prosky nicht nur am Theater, er trat zudem in zahlreichen Filmen auf.
Neben seiner Theater- und Filmarbeit spielte Prosky in Fernsehserien wie Polizeirevier Hill Street, Veronica und Practice – Die Anwälte. Einem breiten Publikum bekannt wurde er durch größer angelegte Nebenrollen in Kinofilmen, wie in Dead Man Walking, Gremlins 2 – Die Rückkehr der kleinen Monster und Mrs. Doubtfire – Das stachelige Kindermädchen.
Seit 1960 war Prosky verheiratet. Seine Söhne John und Andy Prosky sind ebenfalls Schauspieler. Robert Prosky starb wenige Tage vor seinem 78. Geburtstag an Komplikationen nach einer Herzoperation.

## Filmografie
- 1981: Der Einzelgänger (Thief)
- 1981: The Ordeal of Bill Carney
- 1982: Hanky Panky
- 1982: Monsignor
- 1982: Weltkrieg 3 (World War III)
- 1983: Christine  (John Carpenter’s Christine)
- 1983: Die unheimliche Macht (The Keep)
- 1983: Verflucht sei, was stark macht (The Lords of Discipline)
- 1984: Der Unbeugsame (The Natural)
- 1985: Die Qual der Ungewißheit (Into Thin Air)
- 1987: Big Shots – Zwei Kids gegen die Unterwelt (Big Shots)
- 1987: Nachrichtenfieber – Broadcast News (Broadcast News)
- 1987: Nichts als Ärger mit dem Typ (Outrageous Fortune)
- 1987: Radon: A Homeowner’s Guide
- 1987: Der Fall Mary Phagan (The Murder of Mary Phagan)
- 1987: Mord ist ihr Hobby (Folge: Spur in die Vergangenheit)
- 1988: Great Outdoors – Ferien zu dritt (The Great Outdoors)
- 1988: Der Gentleman-Coup (The Heist)
- 1988: Things Change – Mehr Glück als Verstand (Things Change)
- 1989: Gejagt zwischen zwei Leben (Dangerous Pursuit)
- 1989: Schattenreich des Todes (From the Dead of Night)
- 1989: Tote haben keinen Namen (Home Fires Burning)
- 1990: Christine Cromwell: In Vino Veritas
- 1990: Kein Baby an Bord (Funny About Love)
- 1990: Green Card – Schein-Ehe mit Hindernissen (Green Card)
- 1990: Gremlins 2 – Die Rückkehr der kleinen Monster (Gremlins 2: The New Batch)
- 1990: Johnny Ryan
- 1990: Der Harte und der Zarte (Loose Cannons)
- 1990: Abschied und Hoffnung (The Love She Sought)
- 1990: Washington Monuments
- 1991: Age Isn’t Everything
- 1992: In einem fernen Land (Far and Away)
- 1992: Hit Woman – The Double Edge
- 1992: Jimmy Hoffa (Hoffa)
- 1992: Power Play – In den Fängen der Macht (Power Play – The Jackie Presser Story)
- 1993: Last Action Hero (Last Action Hero)
- 1993: Mrs. Doubtfire – Das stachelige Kindermädchen (Mrs. Doubtfire)
- 1994: Das Wunder von Manhattan (Miracle on 34th Street)
- 1994: Touchdown – Sein Ziel ist der Sieg (Rudy)
- 1995: Dead Man Walking – Sein letzter Gang (Dead Man Walking)
- 1995: Der scharlachrote Buchstabe (The Scarlet Letter)
- 1996: Die Kammer (The Chamber)
- 1997: Mad City (Mad City)
- 1998: Das Grauen am See (The Lake)
- 1999: Dudley Do – Right (Dudley Do-Right)
- 1999: Swing Vote
- 2002: D-Tox – Im Auge der Angst (D-Tox)
- 2005: Suits on the Loose
- 2007: The Valley of Light
- 2009: The Skeptic